# حمى (فلم)
حمى (بالفرنسية: Fièvres) هو فيلم دراما مغربي فرنسي من إخراج هشام عيوش سنة 2013، وبطولة كل من ديدييه ميشون، سليمان دازي، لونس تازيرت، فريدة عمروش، توني هاريسون، باسكال إيلسو، وآخرون.

## القصة
يروي الفيلم قصة علاقة مضطربة بين أب وابنه الوحيد الذي تتسم حياته بالعنف في حي مليء بالجرائم والعنف في فرنسا.

## جوائز
فاز الفيلم بجائزة مهرجان «فيسباكو» في واغادوغو. وتسلم هشام عيوش جائزة الجواد الذهبي الذي يتوج أفضل فيلم طويل من رئيس بوركينا فاسو ميشيل كافاندو بحضور أربعة آلاف شخص..

## روابط خارجية
- مقالات تستعمل روابط فنية بلا صلة مع ويكي بيانات